# Akhzivland
Akhzivland, est une micronation située entre Nahariya et la frontière avec le Liban, sur la côte ouest d'Israël, sur 1 hectare et demi.

## Histoire
| \| Localisation sur la carte d'Israël · Akhzivland \| Localisation sur la carte d'Israël Akhzivland. |
| Localisation sur la carte d'Israël · Akhzivland                                                      |

Akhzivland est fondée en 1971, par Eli Avivi et son épouse Rina, en réponse au gouvernement israélien qui a envoyé des bulldozers pour démolir leur maison déclarée illégale, et surtout sur le trajet d'une future autoroute.
En 1972, le couple déchire ses passeports israéliens et en crée de nouveaux. Le drapeau est dessiné par Rina. Cette manifestation provoque l'arrestation et incarcération des Avivi pendant huit jours. Mais les juges sont confrontés à un vide juridique puisqu'aucune loi israélienne n'interdit la création d'un État. Finalement, le couple accepte de louer officiellement le terrain à l'État, pour 99 ans.
Quelques mois plus tard, des fedayin débarquent sur la plage d'Akhzivland. Ils cherchent à kidnapper Eli, pensant qu'il est un membre important du Mossad. Rina braque un des palestiniens et lui fait un café. L’armée israélienne débarque rapidement. Rina se rappelle : « C’était drôle, parce que certains [les résidents] ont cru au début que Tsahal était là pour nous envahir… ».
Eli et Rina forment un couple libéré et les « compagnes » du président se succèdent. Il les photographie ainsi que beaucoup d'autres sur la plage de son État, nues. Ses archives, avec plus d'un million de photos de nus, sont l'une des plus importantes d'Israël,.
Akhziland devient alors un pôle d'attraction des artistes du monde entier avides de liberté. S'y succèdent des célébrités comme Paul Newman, Brigitte Bardot, Sophia Loren,, Bar Refaeli, Uri Avnery. Le poète Yehuda Amichai, qui se retirera à Akhziland peu avant sa mort, consacre un cycle de poèmes au lieu, les Poèmes d’Akhziv, dans le recueil Akhziv, Caesarea and one love. Le romancier Yoram Kaniuk se rappelle ses fréquents séjours : « C'était l'époque où de nombreux musiciens israéliens y vivaient également. Ils jouaient des concerts, tambourinaient sur des bongos, sifflaient sur des flûtes de panique dans le délire, et dansaient nus sur la plage autour des feux de camp la nuit. »
Fin 1972, les Avivi organisent un festival de rock à Akhzivland, Little Woodstock,.
Aujourd'hui, la micronation fait l'objet d'une promotion par le ministère du Tourisme israélien, même si son statut juridique reste ambigu après le rejet par le juge du procès mené contre Avivi par l'État d'Israël.
Eli Avivi décède le 16 mai 2018, d'une pneumonie, laissant son épouse Rina comme unique habitante d'Akhzivland. Celle-ci annonce vouloir transformer le site en mémorial pour son époux.

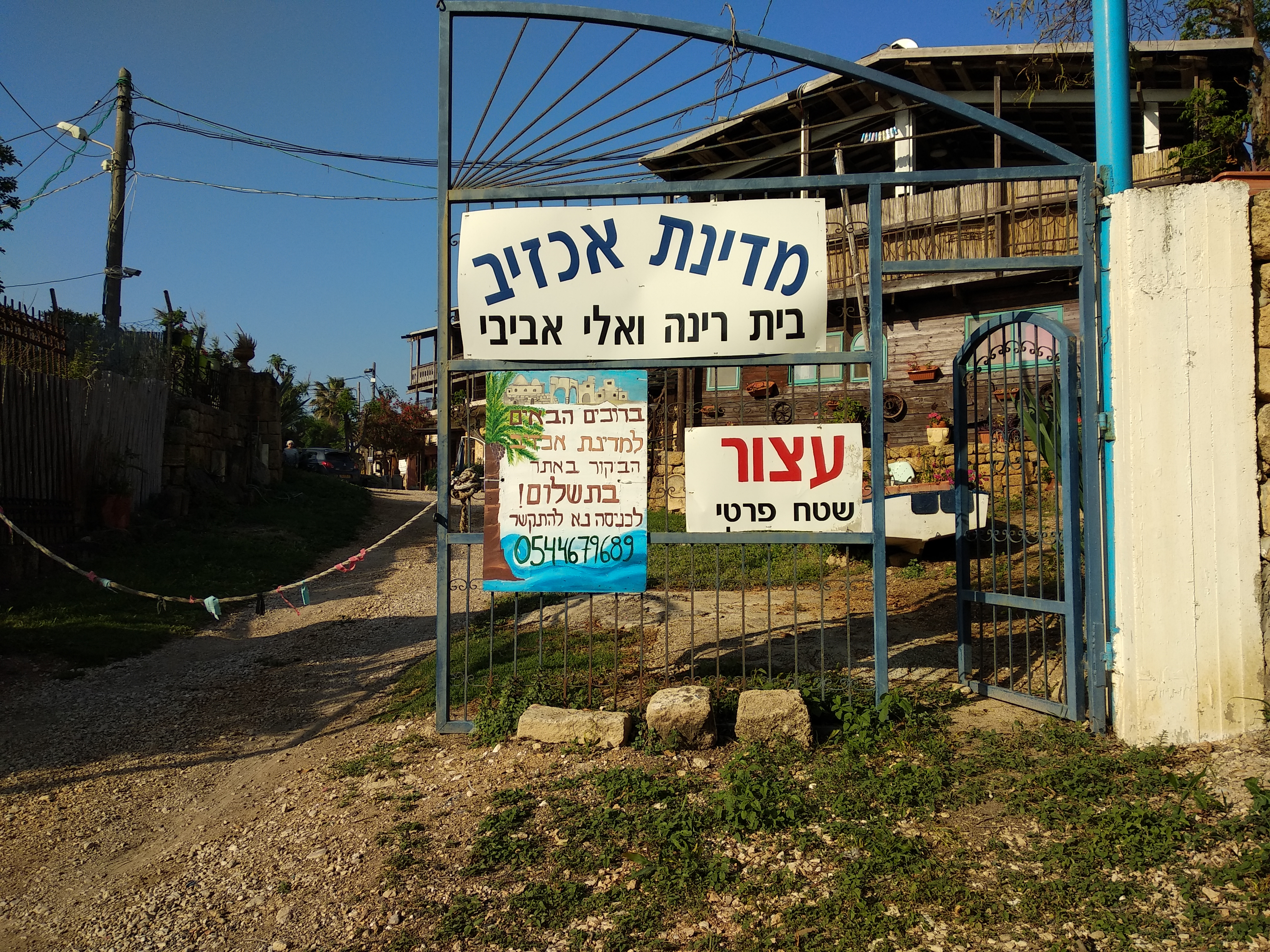
La frontière de l'État.
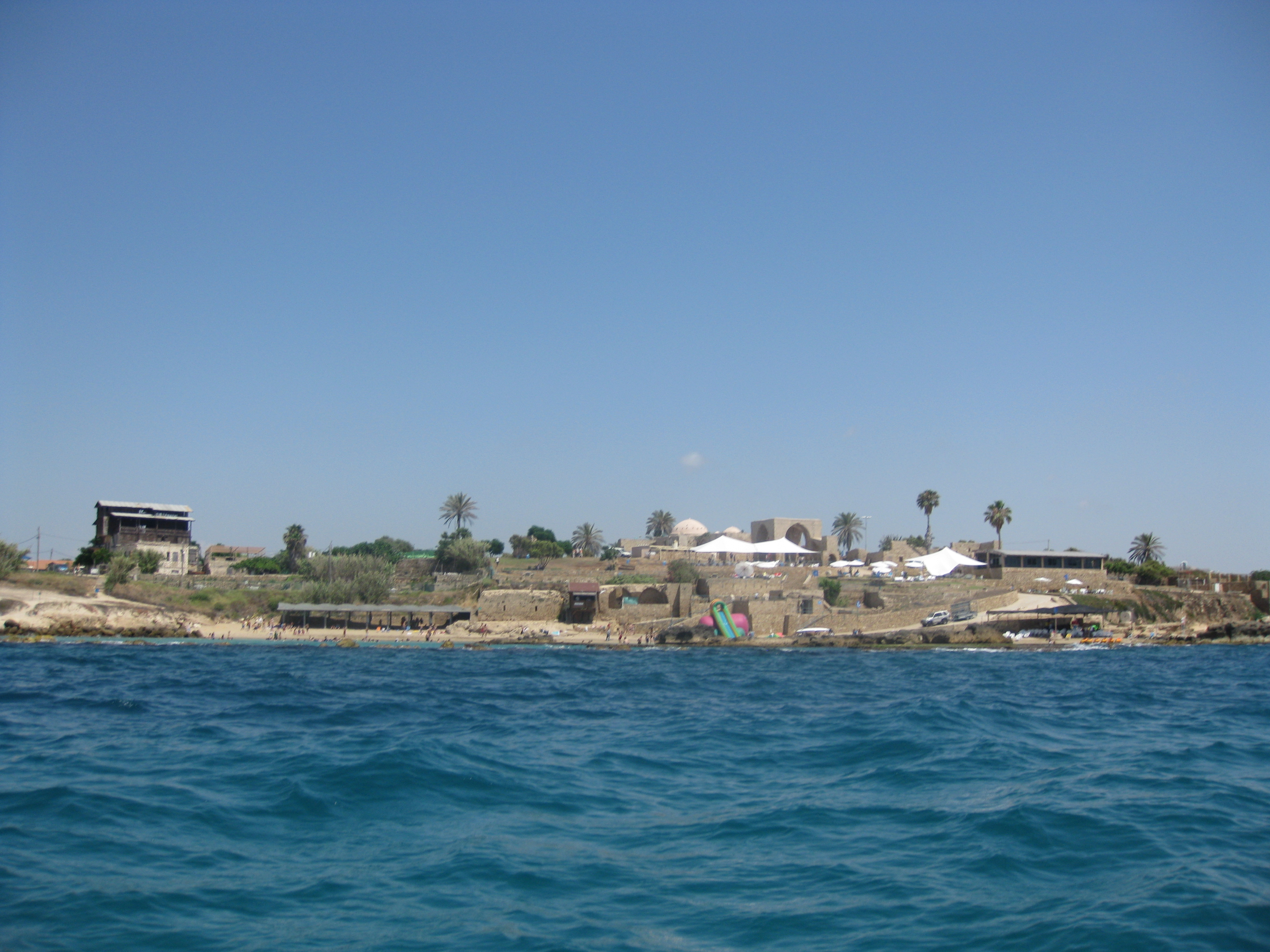
La plage d'Akhzivland.
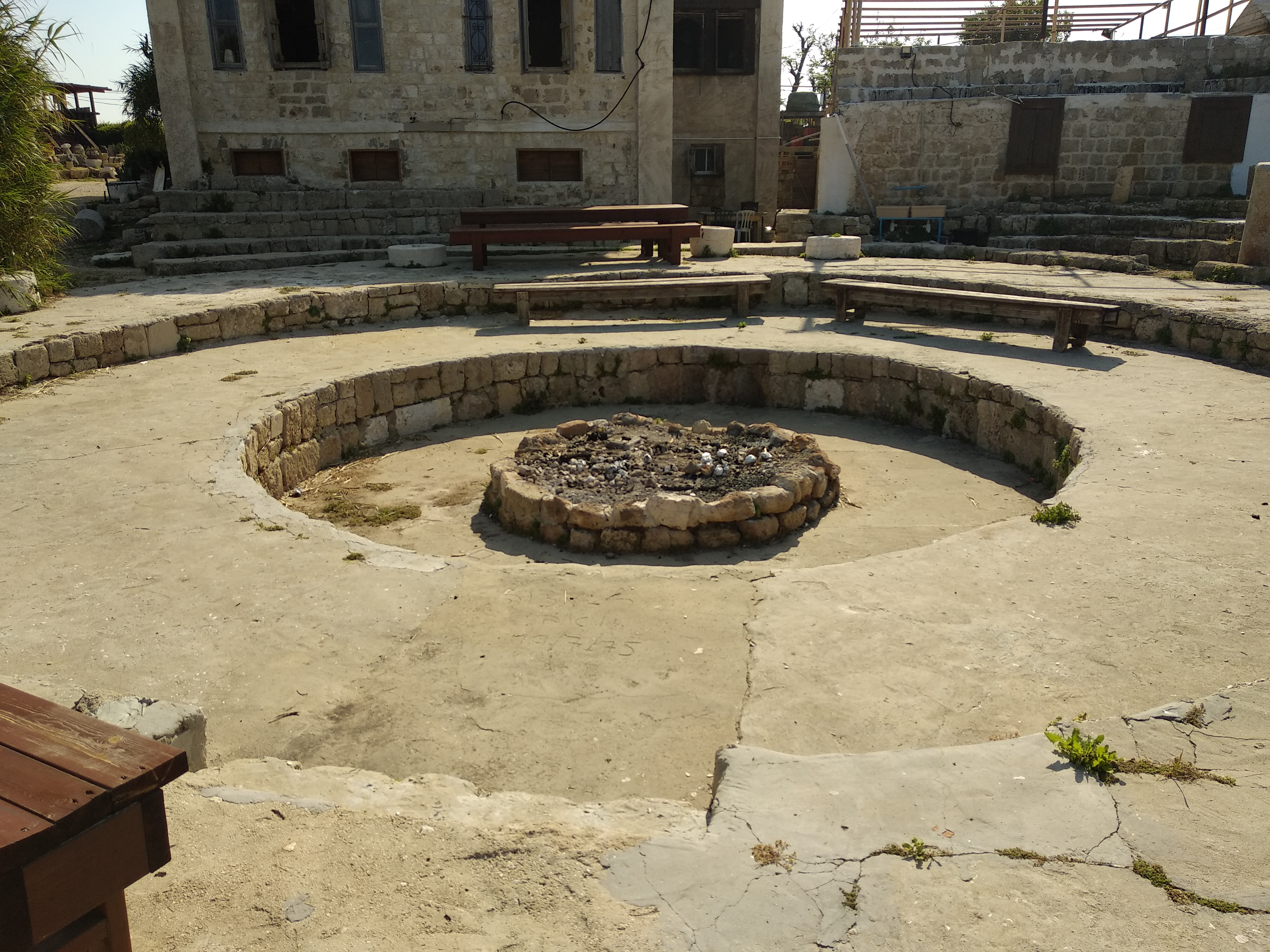
L'amphithéâtre.
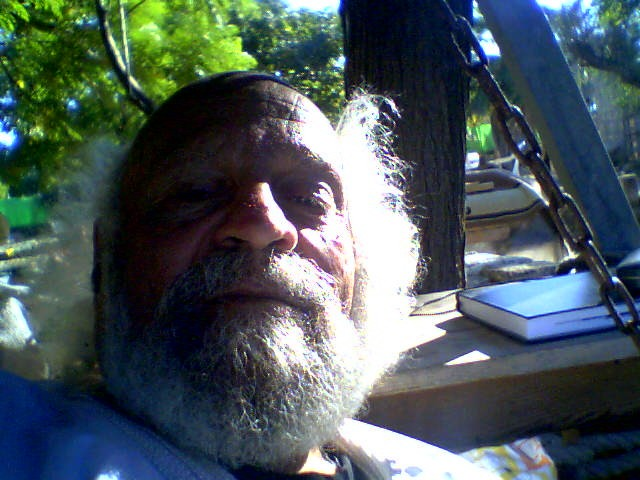
Eli Avivi (2007).